# NGC 3383
NGC 3383 est une galaxie spirale barrée située dans la constellation de l'Hydre. NGC 3383 a été découverte par l'astronome britannique John Herschel en 1835.

## Caractéristiques
Sa vitesse par rapport au fond diffus cosmologique est de 4 001 ± 26 km/s, ce qui correspond à une distance de Hubble de 59,0 ± 4,2 Mpc (∼192 millions d'al).
À ce jour, sept mesures non basées sur le décalage vers le rouge (redshift) donnent une distance de 55,071 ± 4,333 Mpc (∼180 millions d'al), ce qui est à l'intérieur des valeurs de la distance de Hubble.
La classe de luminosité de NGC 3383 est II-III et elle présente une large raie HI. Elle renferme également des régions d'hydrogène ionisé.

## Groupe de NGC 3393
NGC 3383 fait partie du groupe de NGC 3393. Ce groupe de galaxies comprend au moins 7 galaxies : NGC 3383, NGC 3393, NGC 3463, ESO 501-102, ESO 502-5, ESO 502-8 et ESO 502-11.